# هاليبرتون
هاليبرتون لخدمات الطاقة (بالإنجليزية: Halliburton Energy Services)‏ هي شركة عالمية في مجال الطاقة وتعمل في 120 دولة حول العالم، يقع المقر الرئيسي لها في قسمين: القسم الغربي هيوستن، تكساس - التي هي عاصمة البترول في الولايات المتحدة الأمريكية،القسم الشرقي دبي في دولة الإمارات العربية المتحدة. .
تعمل هاليبرتون في شريحتين كبيرتين وهما : مجموعة خدمات الطاقة والتي تقدم المنتجات والخدمات التقنية لصناعة استكشاف وأنتاج النفط والغاز والثانية هي كيه بي آر(بالإنجليزية: KBR)‏ وهي شركة إنشاءات عملاقة لمصافي البترول وحقول البترول وخطوط الأنابيب الكيماويات.

## وصلات خارجية
- (بالإنجليزية) الموقع الرسمي لشركة هاليبرتون الأمريكية